# Tigermilch (Film)
Tigermilch ist ein deutscher Spielfilm der Regisseurin Ute Wieland aus dem Jahr 2017, basierend auf dem gleichnamigen Roman von Stefanie de Velasco. Der Kinostart in Deutschland war am 17. August 2017.

## Handlung
Die beiden 14-jährigen Nini und Jameelah aus Berlin sind seit langem beste Freundinnen. Für die Sommerferien planen sie, sich „entjungfern“ zu lassen. Nini wünscht sich dafür den Graffitisprayer Nico, den sie schon lange kennt, Jameelah den romantischen Lukas. Vor 10 Jahren kam sie mit ihrer Mutter Noura als Asylbewerber aus dem Irak, wo ihr Vater und ihr Bruder ermordet wurden. Im selben Block der Gropiusstadt, in dem die beiden Mädchen zuhause sind, wohnt auch ihr bosnischer Schulkamerad Amir mit seinen älteren Geschwistern Jasna und Tarik und ihrer Mutter. Jasna hat eine Beziehung zu Dragan, einem Serben, was Tarik aber nicht dulden will, der wegen einer im Bürgerkrieg von Serben zugefügten Schussverletzung gehbehindert ist.
Der erste Annäherungsversuch an ihre favorisierten Jungen, auf einer wilden Party mit Alkohol und anderen Drogen in einer „sturmfreien“ Grunewalder Villa, endet für beide Freundinnen mit einer Enttäuschung. Jameelahs nächste Idee ist, um Mitternacht in der Grünanlage vor dem Wohnblock einen „Liebeszauber“ zu tanzen, bei dem sie sich entkleiden und, die Namen ihrer Angebeteten rufend, Rosenblätter verstreuen. Als sie merken, dass sich jemand nähert, verstecken sie sich hinter einem Spielgerät. Es sind Tarik und Jasna, die sich streiten. Als sie sich scheinbar versöhnlich umarmen, beobachten die Mädchen, wie Tarik seine Schwester mit einem Messer umbringt. Unschlüssig, was zu tun sei, nehmen Nini und Jameelah die Flucht nach vorn und starten am Folgetag einen zweiten Versuch, ihre Unschuld zu verlieren, indem sie sich auf der Kurfürstenstraße prostituieren – diesmal mit „Erfolg“.
Zurück im Kiez, erfahren sie, dass Amir die Tat auf sich genommen hat. Nun sind sie noch mehr gefordert, denn nur sie kennen die Wahrheit. Jameelah beharrt darauf, nicht zur Polizei zu gehen, da die Verstrickung in einen Kriminalfall, statt der erhofften Einbürgerung, ihre Ausweisung nach sich ziehen könnte. Anders als Nini, fürchtet sie auch die Blutrache durch die betroffene Familie. Als ihr gemeinsamer Versuch, den in U-Haft befindlichen Amir umzustimmen, scheitert, fasst Nini sich schließlich ein Herz und erstattet Anzeige. Sie wird bestärkt durch Nico, der doch noch den Weg zu ihr gefunden hat, wogegen Jameelah erfahren muss, dass Lukas und dessen Cousine ein gemeinsames Kind erwarten. Ninis Alleingang erregt den Zorn Jameelahs, sodass beide erst verbal und dann sogar handgreiflich aufeinander losgehen. Geschlichtet wird ihr Streit nicht zuletzt durch Amir, und überschattet wird er durch die tatsächlich verfügte Abschiebung für Mutter und Tochter, begründet damit, dass Noura für eine Beerdigung kurzfristig in ihr Heimatland zurückgereist war. Im letzten Moment vor ihrem Abflug taucht Nini noch einmal auf und sorgt dafür, dass beiden Mädchen – getrennt durch den Absperrzaun und verbunden durch das Freundschaftsband, das Nini Jameelah übergibt – die emotionale Abschiedsszene gehört.

## Analyse
Der Titel des Films hat einen konkreten und einen metaphorischen Bezug. „Tigermilch“ ist ein von den Mädchen kreiertes und gelegentlich konsumiertes Mixgetränk, bestehend aus den alliterativen Komponenten Milch, Maracujasaft und Weinbrand. Sie verweisen auf die Vergangenheit, Zukunft und Gegenwart: Die Milch steht für die letzten Tage der Kindheit, der Weinbrand für den Eintritt in die Erwachsenenwelt, und der Saft versinnbildlicht die Vitalität des Teenagerlebens.
Wie in dem fast gleichzeitig entstandenen Film Tiger Girl, weckt der Tiger Assoziationen von Kraft, Energie und Dynamik. Zudem spielen beide Filme in Berlin und rücken zwei junge weibliche Hauptfiguren in den Mittelpunkt, die ihre Grenzen austesten. Allerdings gibt es auch gravierende Unterschiede: Die Protagonistinnen in Tiger Girl sind bereits erwachsen, ihre Freundschaft ist eher ein zeitweiliges Zweckbündnis, und ihre Herkunft wird bewusst ausgeblendet. Gerade die spielt aber für das Verständnis von Nini und Jameelah eine große Rolle. Beide leben in prekären Verhältnissen, wenn auch aus ganz unterschiedlichen Gründen, abgesehen von der Gemeinsamkeit, dass ihnen der leibliche Vater fehlt. Ninis Mutter ist arbeitslos, Alkoholikerin und verbringt den Tag apathisch auf dem Sofa bei Trash-TV; ihr Lebensgefährte bemüht sich, hat aber keinerlei Autorität; Ninis jüngere Schwester nippt schon heimlich am Eierlikör. Im Vergleich dazu geht es in Jameelahs Minifamilie, bestehend aus ihr und ihrer als Krankenschwester arbeitenden Mutter, ruhig und geordnet zu; sprachlich und sozial sind beide „angekommen“; ihr Problem ist der unsichere Status.
Tschick, als Roman wie auch als Film etwas früher entstanden, wird am häufigsten genannt als Vergleichswerk; Tigermilch erhält im Zusammenhang damit Bezeichnungen wie „kleine Schwester“ oder „weibliches Komplementärstück“. In der Tat ist vieles ähnlich, wenn nicht gar gleich angelegt: das Alter (14), der Zeitpunkt (Beginn der Sommerferien), die „Multikulti-Paarung“, der „Fremde“ als derjenige, der den Anstoß gibt und der Aktivere bleibt, und schließlich die „prekären“ familiären Verhältnisse, die den Protagonisten zwar bis dahin den Alltag erschweren, es ihnen aber im konkreten Fall erleichtern, sich den Freiraum zu nehmen, den sich in ihrem Alter jeder wünscht.

## Kritik
Ulf Lepelmeier von Filmstarts schreibt, dass die Regisseurin „zwei vielschichtige Figuren voller ansteckender, unbändiger Energie“ präsentiere. Sie schaffe es, ohne jeden moralischen Zeigefinger das Flair der Romanvorlage auf die Leinwand zu übertragen. Die Romanverfilmung sei ein „mitreißend-frecher Jugendfilm über Freundschaft, rebellisches Teenagerdasein und unerwartete Lebenswendungen“.
Manfred Riepe von epd Film meint, dass die „plötzliche Distanz“ zwischen den Freundinnen einen Riss versinnbildliche, der quer durch die Gesellschaft gehe. Die Geschichte greife viele wichtige Themen auf, leuchte sie aber nur „schemenhaft“ aus. Der Film wirke konstruiert und überfrachtet. Die „Mischung aus Paukerkomödie und Migrantendrama“ bleibe aber in Erinnerung, da sie „mit einigen Spritzern Blut aus der wirklichen Welt getränkt“ sei.
Martin Schwickert schreibt auf Zeit Online, dass sich der „wilde Plot“ überraschend harmonisch in einen „zärtlichen Realismus“ einfüge, mit dem auf die innige Freundschaft der beiden Mädchen und deren soziales Umfeld geblickt werde. Er betont zudem die gelungene Rollenbesetzung, auch für Nebenrollen, wie etwa David Ali Rashed als Amir. Die Schlusswendung sei mutig, sie pfeife auf „Happy-End-Konventionen“ und schaue der „bitteren politischen Realität direkt ins Auge“.
Auch Hanns-Georg Rodek von der Welt ist voll des Lobes und argumentiert ganz ähnlich wie Schwickert. Außerdem spricht er Tigermilch, für das Genre Jugendfilm, zwei Mal ein „Best“-Prädikat zu. Im deutschen Kino sei es der beste seiner Sparte „seit Langem“, und im Werk der „Spezialistin“ Ute Wieland, gemessen an seinen Vorgängern Freche Mädchen und Besser als Nix, „eindeutig der beste“.
Axel Schmitt von Serienjunkies.de schreibt: „Sicher, Tigermilch ist eine Romanadaption, aber im Buch nimmt sich Autorin Stefanie de Velasco (mit kurzem Cameo-Auftritt) knapp 300 Seiten Zeit, um all diese Geschichten auszubreiten. Im Film bleibt schlichtweg zu wenig Raum, um sie alle nachhaltig unterzubringen. So wird einigen Handlungsbögen die Dramatik geraubt. Ehrenmord, Abschiebung, Teenagerschwangerschaft und mehr: All diese Themen könnten für sich selbst genommen einen Film, ja sogar eine Serie tragen. Zusammengenommen sorgen sie dafür, dass eine leicht gehetzte Stimmung entsteht.“
Ulrich Kriest vom Filmdienst meint, dass der Film „das im Roman beschworene Lebensgefühl [bemerkenswert] umzusetzen“ wisse, „wogegen der Umschwung hin von jugendlicher Ausgelassenheit ins Ernste nicht ganz überzeugt.“